# Gare de Meda
La gare de Meda (en italien, Stazione di Meda) est une gare ferroviaire italienne de la ligne de Milan à Asso, située sur le territoire de la commune de Meda dans la province de Monza et de la Brianza en région de Lombardie.
La gare est mise en service en 1879. C'est une gare voyageurs gérée par Ferrovienord et desservie par des trains régionaux R LeNord. C'est aussi une station des lignes lS2 et S4 du Service ferroviaire suburbain de Milan.

## Situation ferroviaire
Établie à environ 224 mètres d'altitude, la gare de Meda est située au point kilométrique (PK) 23 de la ligne de Milan à Asso, entre les gares de Seveso et de Cabiate.
Située sur une section à voie unique de la ligne, c'est une gare d'évitement qui dispose de deux voies dont une de croisement et une voie en impasse.

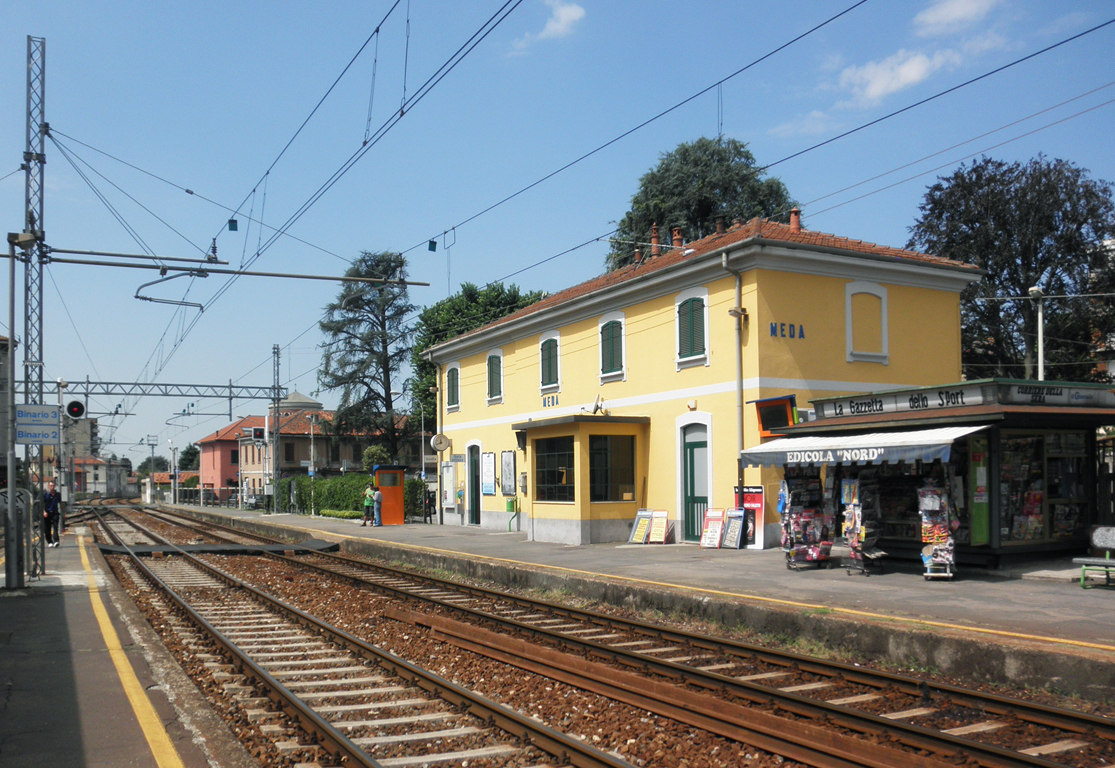
Intérieur de la gare en 2011.

## Histoire
La gare de Meda est mise en service le 18 octobre 1879, lors de l'ouverture de la section de Seveso à Mariano-Comense de la ligne de Milan à Erba.
Le 12 décembre 2004, elle devient également une station de la ligne S2 du Service ferroviaire suburbain de Milan avec l'ouverture du service entre Milan-Porta-Vittoria et Mariano-Comense.

## Service des voyageurs

### Accueil
Gare voyageurs LeNord, elle dispose d'un bâtiment voyageurs, avec guichet et automate pour l'achat de titres de transport.

### Desserte
Meda est desservie par des trains régionaux R LeNord, de la relation Milan-Cadorna - Canzo-Asso
La gare est également une station de la ligne S2, Mariano-Comense - Milan-Rogoredo du Service ferroviaire suburbain de Milan et une station terminus de la ligne S4.

### Intermodalité
Un parking pour les véhicules est aménagé à proximité.